# Subria microcephala
Subria microcephala är en insektsart som beskrevs av Brongniart 1897. Subria microcephala ingår i släktet Subria och familjen vårtbitare. Inga underarter finns listade i Catalogue of Life.